# Fernand Massay
Fernand Massay (20 december 1919 - 13 december 2010) was een Belgisch voetballer die speelde als verdediger. Hij voetbalde in Eerste klasse bij Standard Luik waar hij gedurende tien jaar de aanvoerder van de ploeg was. Massay speelde vijf interlandwedstrijden met het Belgisch voetbalelftal.

## Loopbaan
Massay debuteerde in 1937 als verdediger in het eerste elftal van Standard Luik dat op dat moment een middenmoter was in de Belgische Eerste klasse. Na enkele jaren werd zijn carrière onderbroken door de Tweede Wereldoorlog waardoor de Belgische competitie enkele seizoenen stillag. In 1943 volgde Massay Roger Petit, de latere voorzitter van de Luikse club, op als aanvoerder van de ploeg.
Op 13 mei 1945 speelde Massay zijn eerste interlandwedstrijd met het Belgisch voetbalelftal in Luxemburg. De wedstrijd werd met 4-1 verloren en hij werd daarna niet meer geselecteerd voor de nationale ploeg.
Met Standard kon Massay in 1946 ternauwernood de degradatie vermijden maar in het seizoen 1946-47 verging het de ploeg beter. De club eindigde op de negende plaats en Massay speelde in 1947 vier wedstrijden voor de nationale ploeg. Het jaar nadien werd hij nog eenmaal geselecteerd voor de Rode Duivels maar speelde uiteindelijk niet mee. In totaal werd Massay zesmaal geselecteerd voor het Belgisch voetbalelftal en voetbalde vijf interlandwedstrijden.
Zijn club wisselde zwakke seizoenen af met sterkere seizoenen met als beste resultaat een vijfde plaats in 1953. Op dat moment zette Massay, die nog steeds aanvoerder was van de ploeg, een punt achter zijn spelersloopbaan op het hoogste niveau. In totaal speelde hij 414 wedstrijden in Eerste klasse en scoorde hierbij 37 doelpunten waaronder 15 strafschoppen.